# Anolis rejectus
Anolis rejectus är en ödleart som beskrevs av  Garrido och SCHWARTZ 1972. Anolis rejectus ingår i släktet anolisar, och familjen Polychrotidae. Inga underarter finns listade i Catalogue of Life.